# NGC 1192

NGC 1192

NGC 1192 هي مجرة، تتبع كوكبة النهر. اكتشفها فرانسيس بريسيرفد ليفنوورث في 2 ديسمبر 1885.

## روابط خارجية
- NGC 1192 على موقع ويكي سكاي: DSS2, SDSS, GALEX, IRAS, Hydrogen α, X-Ray, Astrophoto, Sky Map, Articles and images